# FFA Cup 2019
Der FFA Cup 2019 war die sechste Austragung des australischen Fußball-Pokalwettbewerbs der Männer. Die Saison begann am 24. Juli und endete am 23. Oktober 2019 mit dem Finale. Titelverteidiger war Adelaide United.
Insgesamt nahmen 737 Fußballmannschaften an dem Wettbewerb teil. 32 Mannschaften erreichten die erste Hauptrunde, darunter die zehn Klubs der A-League 2018/19, der Meister der National Premier Leagues 2018 sowie 21 unterklassige Klubs, die sich in den regionalen Qualifikationsrunden durchsetzen.
Sieger wurde zum dritten Mal Titelverteidiger Adelaide United mit einem 4:0-Finalsieg gegen den Melbourne City FC. Torschützenkönig wurde der Australier Jamie Maclaren vom Melbourne City FC mit sechs Toren.

## Teilnehmer
In den verschiedenen regionalen Qualifikationsrunden traten mehrere hundert Mannschaften an, um sich für einen von 21 zu vergebenden Hauptrundenplätze zu qualifizieren. Die zehn Teams der A-League 2018/19 waren für die Hauptrunde gesetzt. Western United als neuer Teilnehmer an der A-League ab der Spielzeit 2019/20 nahm nicht teil. Einen weiteren direkten Startplatz erhielt der Meister der National Premier Leagues 2018.
Alle neun Regionalverbände des australischen Fußballverbandes trugen Qualifikationsrunden aus. Die Verteilung der Qualifikationsplätze pro Regionalverband blieb im Vergleich zum Vorjahr unverändert. New South Wales erhielt fünf, Queensland und Victoria je vier, Northern New South Wales und Western Australia je zwei, das Australian Capital Territory, das Northern Territory, South Australia und Tasmania je einen Platz.
| A-League die 10 Vereine der Saison 2018/19 | A-League die 10 Vereine der Saison 2018/19 | National Premier Leagues der Meister der Saison 2018 |
| Adelaide United (TV) Brisbane Roar Central Coast Mariners Melbourne City FC Melbourne Victory | Newcastle United Jets Perth Glory Sydney FC Wellington Phoenix Western Sydney Wanderers                                                                                               | Campbelltown City SC |
| Sieger der Qualifikationsrunden 21 Sieger der 9 Landesverbände der FFA | | |
| - Australian Capital Territory Cooma FC (II) - New South Wales Manly United (II) Marconi Stallions (II) Mt Druitt Town Rangers (II) St George FC (III) Sydney United (II) - Northern New South Wales Edgeworth FC (II) Maitland FC (II) | - Northern Territory Darwin Olympic (II) - Queensland Brisbane Strikers (II) Coomera Colts (IV) Magpies Crusaders United (II) Olympic FC (II) - South Australia Adelaide Olympic (II) | - Tasmania South Hobart FC (II) - Victoria Hume City FC (II) Moreland Zebras (III) Bulleen Lions (III) Melbourne Knights (II) - Western Australia Bayswater City SC (II) Floreat Athena (II) |

## Erste Hauptrunde
Die Begegnungen der ersten Hauptrunde wurden am 26. Juni 2019 ausgelost. In der Klammer ist die jeweilige Ligaebene angegeben, in der der Verein in der Saison 2017/18 spielte.
| Datum                 |                               | Ergebnis                         |                              |
| --------------------- | ----------------------------- | -------------------------------- | ---------------------------- |
| 24.07.2019, 19:30 Uhr | Olympic FC (II)               | 5:2 (3:0)                        | Bayswater City SC (II)       |
| 24.07.2019, 19:30 Uhr | Adelaide Olympic (II)         | 4:3 (0:2)                        | Floreat Athena (II)          |
| 24.07.2019, 19:30 Uhr | Darwin Olympic (II)           | 0:3 (0:2)                        | Edgeworth FC (II)            |
| 24.07.2019, 19:30 Uhr | Bulleen Lions (III)           | 1:1 n. V. (1:1, 0:0) (2:3 i. E.) | Moreland Zebras (III)        |
| 24.07.2019, 19:30 Uhr | Magpies Crusaders United (II) | 2:1 (1:0)                        | Coomera Colts (IV)           |
| 24.07.2019, 19:30 Uhr | Mt Druitt Town Rangers (II)   | 2:2 n. V. (2:2, 1:1) (2:4 i. E.) | Manly United (II)            |
| 31.07.2019, 19:30 Uhr | Campbelltown City SC (II)     | 1:3 (1:2)                        | Melbourne City FC (I)        |
| 31.07.2019, 19:30 Uhr | Maitland FC (II)              | 0:2 (0:2)                        | Central Coast Mariners (I)   |
| 31.07.2019, 19:30 Uhr | Cooma FC (II)                 | 0:2 (0:2)                        | Hume City FC (II)            |
| 31.07.2019, 19:30 Uhr | South Hobart FC (II)          | 0:3 (0:2)                        | Marconi Stallions (II)       |
| 31.07.2019, 19:30 Uhr | St George FC (III)            | 3:5 n. V. (3:3, 0:1)             | Sydney United (II)           |
| 07.08.2019, 19:30 Uhr | Melbourne Knights (II)        | 2:5 (1:2)                        | Adelaide United (I)          |
| 07.08.2019, 19:30 Uhr | Brisbane Strikers (II)        | 2:2 n. V. (2:2, 1:0) (4:2 i. E.) | Wellington Phoenix (I)       |
| 07.08.2019, 19:30 Uhr | Melbourne Victory (I)         | 2:3 n. V. (2:2, 1:0)             | Newcastle United Jets (I)    |
| 07.08.2019, 19:30 Uhr | Sydney FC (I)                 | 0:2 (0:1)                        | Brisbane Roar (I)            |
| 07.08.2019, 20:30 Uhr | Perth Glory (I)               | 1:2 n. V. (0:0)                  | Western Sydney Wanderers (I) |

## Zweite Hauptrunde
Die Begegnungen der zweiten Hauptrunde wurden am 7. August 2019 ausgelost. In der Klammer ist die jeweilige Ligaebene angegeben, in der der Verein in der Saison 2017/18 spielte.
| Datum                 |                        | Ergebnis                         |                               |
| --------------------- | ---------------------- | -------------------------------- | ----------------------------- |
| 21.08.2019, 19:30 Uhr | Edgeworth FC (II)      | 1:5 (1:3)                        | Newcastle United Jets (I)     |
| 21.08.2019, 19:30 Uhr | Marconi Stallions (II) | 1:2 (0:2)                        | Melbourne City FC (I)         |
| 21.08.2019, 19:30 Uhr | Olympic FC (II)        | 2:3 (1:2)                        | Adelaide United (I)           |
| 21.08.2019, 19:30 Uhr | Moreland Zebras (III)  | 4:0 (2:0)                        | Magpies Crusaders United (II) |
| 28.08.2019, 19:30 Uhr | Sydney United (II)     | 1:7 (0:3)                        | Western Sydney Wanderers (I)  |
| 28.08.2019, 19:30 Uhr | Brisbane Strikers (II) | 1:0 (0:0)                        | Manly United (II)             |
| 28.08.2019, 19:00 Uhr | Adelaide Olympic (II)  | 1:3 (1:1)                        | Hume City FC (II)             |
| 28.08.2019, 19:30 Uhr | Brisbane Roar (I)      | 2:2 n. V. (2:2, 0:1) (2:4 i. E.) | Central Coast Mariners (I)    |

## Viertelfinale
Die Begegnungen des Viertelfinales wurden am 28. August 2019 ausgelost. In der Klammer ist die jeweilige Ligaebene angegeben, in der der Verein in der Saison 2017/18 spielte.
| Datum                 |                        | Ergebnis  |                              |
| --------------------- | ---------------------- | --------- | ---------------------------- |
| 17.09.2019, 19:30 Uhr | Hume City FC (II)      | 0:1 (0:0) | Central Coast Mariners (I)   |
| 17.09.2019, 19:30 Uhr | Adelaide United (I)    | 1:0 (1:0) | Newcastle United Jets (I)    |
| 18.09.2019, 19:30 Uhr | Melbourne City FC (I)  | 3:0 (2:0) | Western Sydney Wanderers (I) |
| 18.09.2019, 19:30 Uhr | Brisbane Strikers (II) | 3:2 (2:0) | Moreland Zebras (III)        |

## Halbfinale
Die Begegnungen des Halbfinales wurden am 18. September 2019 ausgelost. In der Klammer ist die jeweilige Ligaebene angegeben, in der der Verein in der Saison 2017/18 spielte.
| Datum                 |                            | Ergebnis  |                       |
| --------------------- | -------------------------- | --------- | --------------------- |
| 01.10.2019, 19:30 Uhr | Brisbane Strikers (II)     | 1:5 (1:1) | Melbourne City FC (I) |
| 02.10.2019, 19:30 Uhr | Central Coast Mariners (I) | 1:2 (0:0) | Adelaide United (I)   |

## Finale
| Adelaide United                                                              | Adelaide United | Melbourne City FC | Melbourne City FC |
| ---------------------------------------------------------------------------- | --- | --- | ----------------- |
| Adelaide United                                                              | \| Finale \| \| 23. Oktober 2019 um 19:30 Uhr (11:30 Uhr MESZ) in Adelaide (Coppers Stadium) \| \| Ergebnis: 4:0 (1:0) \| \| Zuschauer: 14.920 \| \| Schiedsrichter: Alexander King \| \| Spielbericht \|                                                                                 | \| Finale \| \| 23. Oktober 2019 um 19:30 Uhr (11:30 Uhr MESZ) in Adelaide (Coppers Stadium) \| \| Ergebnis: 4:0 (1:0) \| \| Zuschauer: 14.920 \| \| Schiedsrichter: Alexander King \| \| Spielbericht \|                                                                                  | Melbourne City FC |
| Adelaide United                                                              | Paul Izzo – Ryan Strain, Michael Marrone, Michael Jakobsen, Ryan Kitto – Louis D’Arrigo, Michaël Maria – Ben Halloran, Riley McGree (85. Nathan Konstandopoulos), Nikola Mileusnic (90. Lachlan Brook) – Alhassan Toure (72. Kristian Opseth) Cheftrainer: Gertjan Verbeek ( Niederlande) | Dean Bouzanis, Scott Galloway (55. Richard Windbichler), Harrison Delbridge, Curtis Good, Scott Jamieson – Adrián Luna, Joshua Brillante, Connor Metcalfe (66. Denis Genreau) – Lachlan Wales, Jamie Maclaren, Craig Noone (72. Ramy Najjarine) Cheftrainer: Erick Mombaerts ( Frankreich) | Melbourne City FC |
| Adelaide United                                                              | 1:0 Toure (25.) 2:0 Halloran (49.) 3:0 Mileusnic (60.) 4:0 McGree (75.) | | Melbourne City FC |
| Adelaide United                                                              | Kitto (45.+1'), McGree (79.), Strain (82.), Halloran (90.+1') | Jamieson (79.), Genreau (81.) | Melbourne City FC |
| Finale                                                                       | | |                   |
| 23. Oktober 2019 um 19:30 Uhr (11:30 Uhr MESZ) in Adelaide (Coppers Stadium) | | |                   |
| Ergebnis: 4:0 (1:0)                                                          | | |                   |
| Zuschauer: 14.920                                                            | | |                   |
| Schiedsrichter: Alexander King                                               | | |                   |
| Spielbericht                                                                 | | |                   |

## Torschützenliste
Nachfolgend sind die besten Torschützen der Pokalsaison (ohne Qualifikation) aufgeführt. Bei gleicher Anzahl an Toren sind die Spieler alphabetisch sortiert.
| Rang | Nat        | Spieler          | Verein                | Tore |
| ---- | ---------- | ---------------- | --------------------- | ---- |
| 01   | Australien | Jamie Maclaren   | Melbourne City FC     | 6    |
| 02   | Australien | Alhassan Toure   | Adelaide United       | 5    |
| 03   | Australien | Chris Lucas      | Olympic FC            | 4    |
|      | England    | Craig Noone      | Melbourne City FC     | 4    |
| 05   | Australien | Thomas Barforosh | Moreland Zebras       | 3    |
|      | Australien | Marko Delic      | Hume City FC          | 3    |
|      | Australien | Ben Halloran     | Adelaide United       | 3    |
|      | Australien | Riley McGree     | Adelaide United       | 3    |
|      | Australien | Dimitri Petratos | Newcastle United Jets | 3    |